# Rakowa (obwód winnicki)
Rakowa (ukr. Ракова) – wieś na Ukrainie, w obwodzie winnickim, w rejonie tomaszpolskim.
W czasach Rzeczypospolitej wieś leżała w województwie bracławskim. Odpadła od Polski w wyniku II rozbioru.